# Ricardo Rosselló
Ricardo Antonio Rosselló Nevares dit Ricky Rosselló, né le 7 mars 1979 à San Juan, est un neuroscientifique, professeur d'université et homme politique portoricain, membre du Nouveau Parti progressiste. Il est gouverneur de Porto Rico du 2 janvier 2017 au 2 août 2019, date de sa démission.

## Biographie

### Jeunesse et formation
Rosselló est le fils de l'ancien gouverneur de Porto Rico, Pedro Rosselló, et de son épouse Irma Margarita Nevares. Il fréquente l'école primaire à Guaynabo. Au cours de ses années de lycée, il est aussi un athlète, trois fois champion de tennis junior et le premier Portoricain élu aux Olympiades internationales de mathématiques. Rosselló obtient un baccalauréat en génie chimique de l'Institut technologique du Massachusetts (MIT), ainsi qu'un doctorat en génie biomédical de l'université du Michigan. En tant que chercheur universitaire, Rosselló s'est concentré sur l'étude des cellules souches.

### Carrière professionnelle
Après avoir obtenu son diplôme, Rosselló travaille comme chercheur à l'université Duke. Ses travaux dans le domaine des cellules souches ont reçu de nombreux prix et ont été publiés dans plusieurs revues professionnelles.

### Carrière politique
Rosselló prend une part active à la vie politique de Porto Rico à partir de 2008. Cette année-là, son père, Pedro Rosselló, ex-gouverneur, se déclare candidat à la primaire de son parti, le Nouveau Parti progressiste, pour l'élection au poste de gouverneur. Rosselló participe activement à la campagne de son père, qui est finalement battu à la primaire par Luis Fortuño.
En 2012, Rosselló fonde Boricua ¡Ahora Es!, un groupe d’action politique prônant un changement de statut de Porto Rico. Le groupe mène une campagne éducative sur le terrain dans laquelle il suggère qu'une implication internationale est nécessaire pour que le gouvernement des États-Unis puisse prendre des mesures à ce sujet. Boricua ¡Ahora Es! fait campagne lors du référendum sur le statut de Porto Rico en 2012.

### Campagne pour le poste de gouverneur

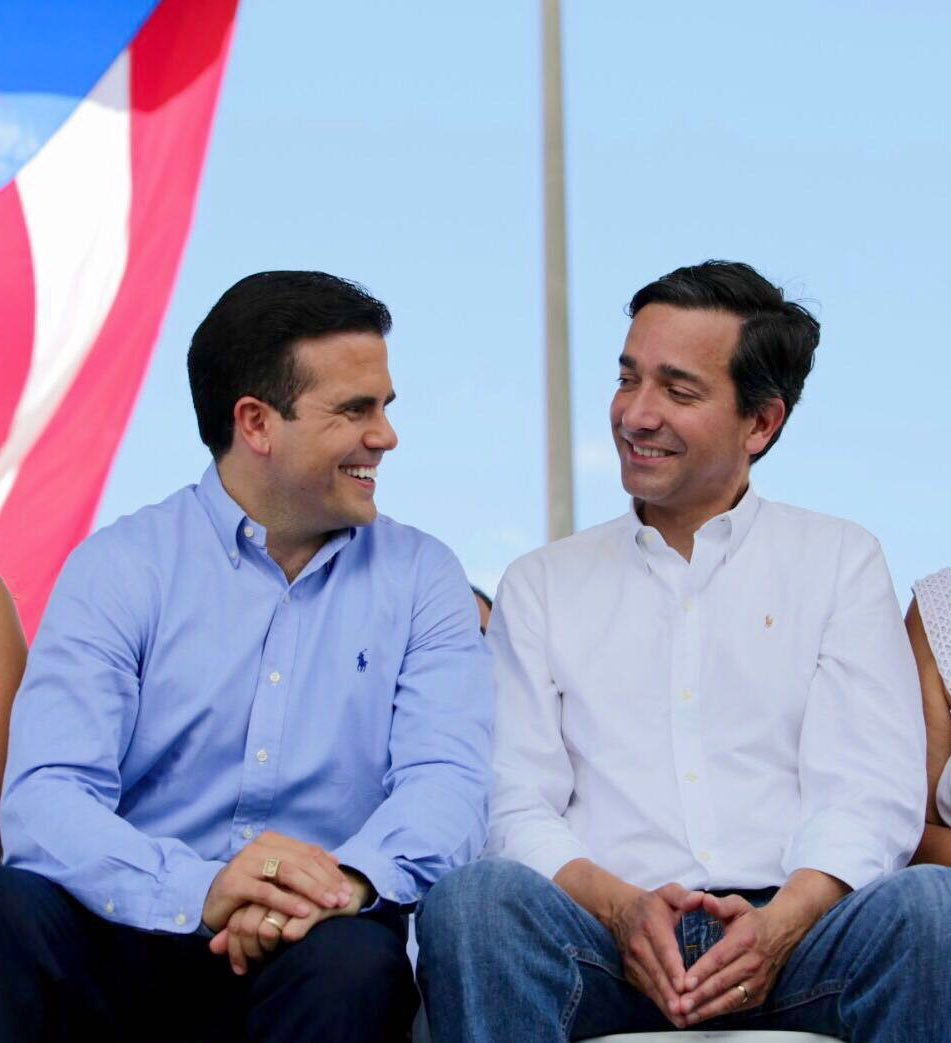
Ricardo Rosselló et l'ancien gouverneur Luis Fortuño.

À partir de 2012, Rosselló est mentionné comme un candidat potentiel au poste de gouverneur de Porto Rico pour les élections de 2016,,,,. En 2013, Rosselló constitue un groupe de collaborateurs afin de préparer ce qu'il appelle un « plan pour Porto Rico ». Ce plan doit être un cadre aux problèmes économiques et politiques de l'île et, une fois établi des années avant une candidature, représenterait un programme politique plus complet et plus réaliste. En 2014, Rosselló utilise sa plate-forme et son pouvoir de rassemblement politique pour organiser diverses activités de protestation contre les politiques mises en œuvre par le gouverneur Alejandro García Padilla. Certains de ces événements comprennent des marches contre l’imposition d’une taxe sur la valeur ajoutée (TVA). Le 19 septembre 2015, Rosselló confirme son intention de se présenter aux élections pour le poste de gouverneur.
Le 5 juin 2016, lors de la primaire, il bat le commissaire résident du Commonwealth, Pedro Pierluisi, pour devenir président du Nouveau Parti progressiste et candidat officiel de ce parti au poste de gouverneur.
La campagne dure six mois, durant lesquels Rosselló demande la tenue d'un nouveau référendum sur le statut de l'île. Durant la campagne, il choisit l'ancienne présidente de la Chambre des représentants, Jenniffer González, pour briguer le poste de commissaire résident de Porto Rico à la Chambre des représentants des États-Unis.
Le 8 novembre 2016, il est élu gouverneur de Porto Rico, avec 41,88 % des suffrages face à son adversaire David Bernier.

### Gouverneur de Porto Rico
Rosselló prête serment le 2 janvier 2017 comme nouveau gouverneur.
Le 26 janvier 2017, le Sénat de Porto Rico contrôlé par le Nouveau Parti progressiste vote une loi approuvant le référendum pour que Porto Rico devienne un État des États-Unis.

#### Référendum d'autodétermination
Le 3 février 2017, Rosselló signe la loi no 7 pour la « décolonisation immédiate de Porto Rico » qui prévoit un référendum d'autodétermination le 11 juin 2017 (cependant non contraignant). Les électeurs devront choisir entre l'option de devenir un État américain ou bien le statut de libre association/indépendance. En cas de victoire de la deuxième option, un second référendum sera organisé le 8 octobre suivant pour choisir entre la libre association et l'indépendance. L'opposition boycotte le scrutin.
Le référendum a lieu dans un contexte politique compliqué, Porto Rico étant toujours lourdement endetté et subissant une politique d'austérité. L'opposition, qui souhaite soit l'indépendance, soit le maintien du statut actuel, boycotte le scrutin, reprochant un vote biaisé et ne pouvant que porter en tête l'option visant à faire de Porto Rico un État américain. De plus, ce référendum est purement consultatif, donc le président Donald Trump n'est pas obligé d'en tenir compte, sans compter que le boycott rend les résultats peu représentatifs. Enfin, le coût de ce référendum est par ailleurs critiqué.
Le statut d'État américain remporte une écrasante majorité des suffrages avec 97 % des votants ayant choisi cette option. La participation est néanmoins très faible, avec moins de 23 % des inscrits ayant voté, à la suite d'un appel au boycott du scrutin par une partie de la classe politique portoricaine.

#### Gestion des suites de l'ouragan Maria et de la corruption
L'île est déclarée en banqueroute en mai 2017, ce qui entraîne la fermeture de plusieurs centaines d'écoles publiques. Mais parallèlement, des responsables politiques ont été accusés de corruption. La ministre de l’Éducation et la directrice de la Sécurité sociale ont été arrêtées pour corruption et fraudes aux marchés publics.
En septembre 2017, Porto Rico est ravagé par l'ouragan Maria qui aurait fait 4 645 morts à Porto Rico, même si le chiffre officiel est de 3 000. Toutes les infrastructures ont été détruites. Or, dans les mois suivants, les réparations ne sont pas à la hauteur du désastre et l'île ne s'était toujours relevée de la catastrophe deux ans plus tard. En effet, une partie des fonds alloués à la reconstruction ont été perdus à cause de la corruption. Au total, la justice a ordonné l'arrestation de six responsables accusés d'avoir détourné quinze millions de dollars de fonds fédéraux destinés à la reconstruction après l'ouragan.
De plus, les coupes budgétaires puis l'ouragan ont entraîné un exode vers les États-Unis. Porto Rico a perdu 4% de sa population de 3,2 millions d'habitants entre 2017 et 2019.

#### Grandes manifestations de juillet 2019 et démission

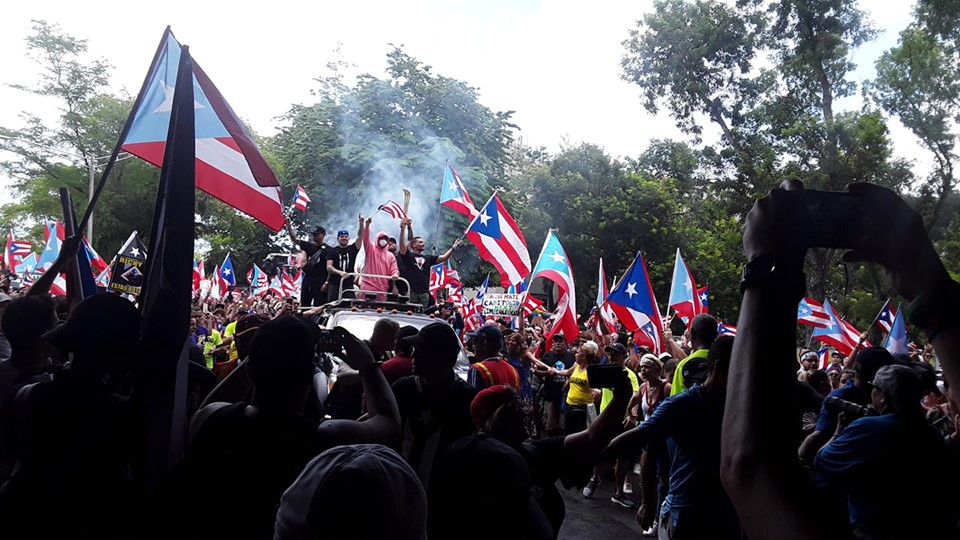
Manifestation à San Juan pour célébrer la démission de Rosselló.

La fermeture des écoles publiques, la non-reconstruction de nombreuses infrastructures, la corruption qui a aggravé les deux problèmes précédents, et le refus de Rosselló de reconnaître durant un an que l'ouragan Maria avait fait des milliers de victimes rendent le gouverneur très impopulaire. Le 13 juillet 2019, le Centre de journalisme d'investigation révèle 900 pages de conversation entre Rosselló et de hauts responsables locaux sur la messagerie Telegram, dans lesquels ils tiennent des propos sexistes et homophobes envers des leaders de l'opposition, des journalistes et des personnalités publiques. Ceci est le déclencheur de très importantes manifestations réclamant sa démission. Le chanteur Ricky Martin, homosexuel et visé personnellement par les moqueries, devient le porte-parole du mouvement, aux côtés des rappeurs Bad Bunny (qui interrompt sa tournée en Europe pour participer au mouvement) et René Perez ("Residente" de Calle 13).
Devant l'ampleur de la contestation, Rosselló annonce le 21 juillet qu'il ne briguera pas un nouveau mandat en 2020. Le 22 juillet 2019, des mandats de perquisitions sont émis contre lui et 11 autres membres de la conversation Telegram pour que les enquêteurs puissent avoir accès à leurs téléphones portables. Le 23 juillet, une manifestation réunit au moins 500 000 personnes, sur une population totale de l'île de 3,2 millions d'habitants, et bloque la principale artère de la capitale San Juan. Le 25 juillet, dans une vidéo diffusée par le gouvernement, Ricardo Rosselló présente sa démission, effective le 2 août suivant.

## Vie privée
Depuis 2012, Rosselló est marié à Beatriz Isabel. Ensemble, ils ont une fille, Claudia, née le 21 août 2014 et un fils, Pedro, né le 25 novembre 2017.